# Port lotniczy Ilorin
Port lotniczy Ilorin (IATA: ILR, ICAO: DNIL) – port lotniczy położony w Ilorin, w stanie Kwara, w Nigerii.

## Linie lotnicze i połączenia
| Linia Lotnicza   | Kierunek           |
| ---------------- | ------------------ |
| Air Peace        | 1. Abudża 2. Lagos |
| Arik Air         | 1. Abudża          |
| Overland Airways | 1. Abudża 2. Lagos |